# قشلاق أغداش كلام (مقاطعة بيله سوار)
قشلاق أغداش کلام (بالفارسية: قشلاق اغداش کلام) هي منطقة سكنية تقع في إيران في أردبيل.